# 比賣神
比賣神（日语：ヒメガミ）為日本神道的神祇。

## 概要
若是神社主祭神之妻或女，通常寫成「比賣神」、「比咩神」等。最有名的比賣神當屬八幡社的比賣大神，該社以應神天皇為主神，左右為比賣神和神功皇后，三座一體合稱八幡神（或八幡三神），但也有左右為仲哀天皇和玉依姫命之例。此社之比賣神有諸多說法，可能是宗像三女神的市杵島姬命，近年也有人認為可能是卑彌呼。
相傳春日大社（位於奈良縣奈良市）的比賣神為天兒屋根命之妻，名為天美津玉照比賣命（（日語）アメノミツタマテルヒメノミコト）；另外也有將大日孁貴尊（（日語）オオヒルメノムチノミコト）當作比賣神祭祀的神社。
再者，位於大分縣杵築市的八幡奈多宮，相傳比賣大神降臨該市奈多海岸300公尺外的市杵島，故發祥地在該島，至今仍可見到建於岩礁上的小鳥居。

## 信仰
多數冠上「比賣神社」的神社，大半為其他神社的攝末社，主要的計有下述：
- 比賣神社（奈良縣奈良市）：南都鏡神社之攝社。
- 比賣神社（大阪府泉佐野市）：日根神社之攝社。
- 多治速比賣神社（大阪府堺市南區）
- 鐸比古鐸比賣神社（大阪府柏原市）
- 市比賣神社（京都府京都市下京區）
- 丹生都比賣神社（和歌山縣伊都郡葛城町）
- 姉倉比賣神社（富山縣富山市）
- 村屋坐彌富都比賣神社（奈良縣磯城郡田原本町）
- 伊和都比賣神社（兵庫縣赤穗市）
- 佐用都比賣神社（兵庫縣佐用郡佐用町）

## 內部連結
- 八幡神